# Religió hel·lenística

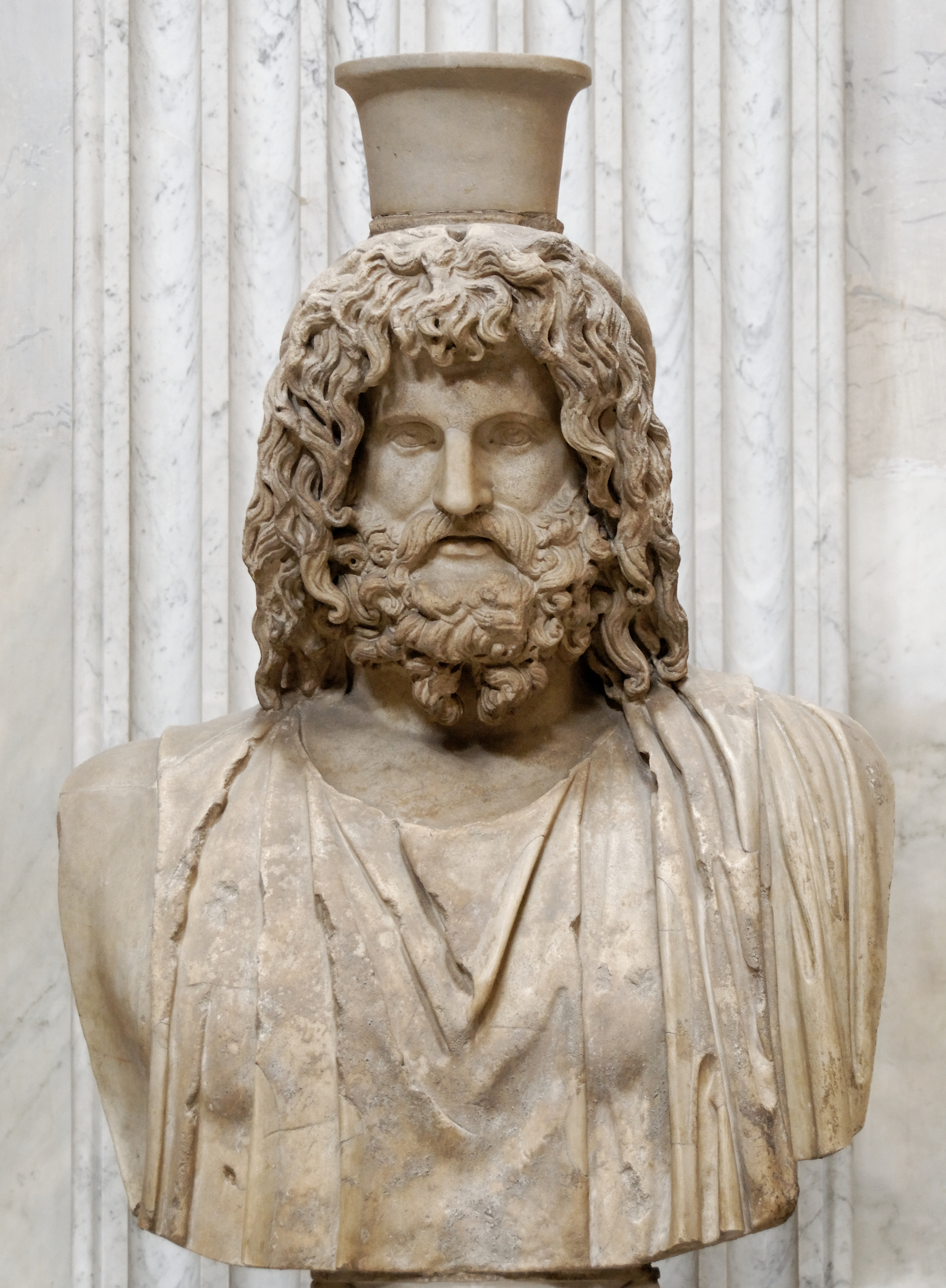
Serapis, un Déu Greco-egipci venerat a l'Egipte Hel·lenístic

La Religió hel·lenística és qualsevol dels diversos sistemes de creences i pràctiques de les persones que van viure sota la influència de cultura grega antiga durant el període hel·lenístic i l'Imperi Romà (c. 300 aC fins 300 dC). Hi va haver molta continuïtat en la religió hel·lenística: els déus grecs van continuar ser adorats, i els mateixos ritus van ser practicats com abans.
El canvi va venir de l'addició de noves religions d'altres països, incloent les deïtats egípcies Isis i Serapis, i els déus sirians Atargatis i Hadad. Aquestes van proporcionar una nova sortida a les persones que buscaven la connexió entre la vida present i la del més enllà. L'adoració de governants successors d'Alexandre va ser també una característica d'aquest període, especialment a Egipte. Els governants ptolemaics van adoptar la pràctica egípcia anterior amb el culte als herois grecs i el seu establiment com a Faraons dins del nou sincretisme del culte ptolemaic d'Alexandre el Gran. En qualsevol altre lloc, els governants podrien rebre l'estatus absolut d'un déu.
La màgia en el món grecoromà es va practicar àmpliament, sent també una pràctica continuista dels temps anteriors. Al llarg del món hel·lenístic, les persones consultaven oracles, i utilitzaven amulets i figures per dissuadir la desgràcia o llançar encanteris. També es va desenvolupar en aquesta era el complex sistema d'astrologia, que buscava determinar el caràcter i el futur d'una persona amb els moviments del sol, la lluna, i els planetes. Els sistemes de filosofia hel·lenístics, com Estoïcisme i Epicureisme, van oferir una alternativa a la religió tradicional, fins i tot si el seu impacte estava limitat en gran part a l'elit educada.

## Religió grega clàssica

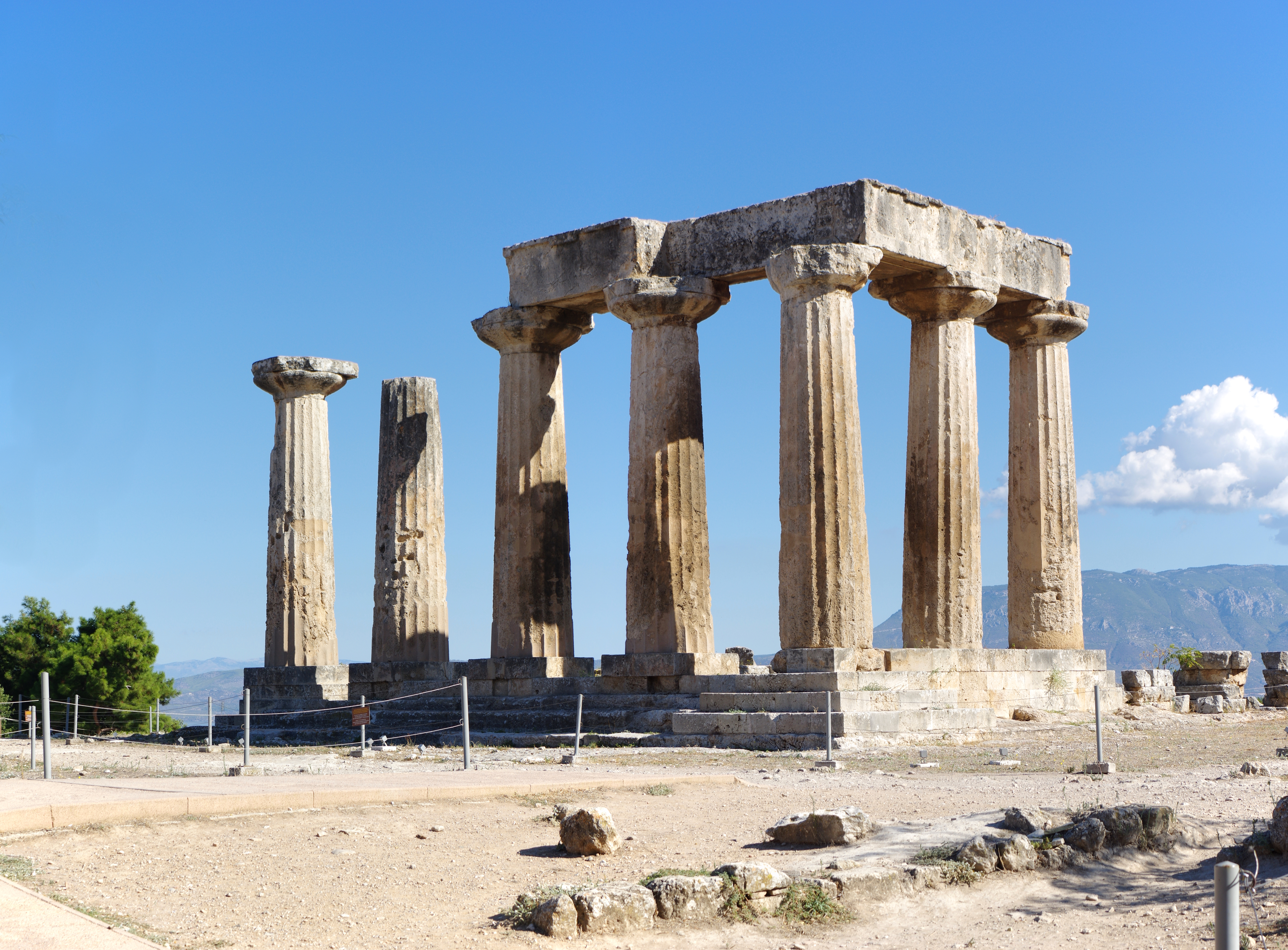
Restes del temple d'Apol·lo a Corint.

La posició central de la religió grega en temps clàssics estava dirigida per les dotze deïtats olímpiques amb el comandament de Zeus. Cada déu era venerat amb temples de pedra i estàtues, i santuaris (recintes sagrats) que, encara que dedicats a una deïtat específica, sovint incorporaven estàtues que commemoraven altres déus. La ciutats estat realitzaven diversos festivals i rituals durant tot l'any, amb un èmfasi especial dirigit cap el déu patró de la ciutat, com Atena a Atenes, o Apol·lo a Corint.
La pràctica religiosa també implicava el culte a herois, persones que eren considerades semi-divinitats. Aquests herois els podem identificar tant amb les figures mítiques de les èpiques d'Homer com personalitats històriques que podien ser els fundadors d'una ciutat. Al nivell local, el paisatge estava ple de llocs i monuments sagrats. Es van trobar moltes estàtues de Nimfes a prop i al voltant de les fonts, i les figures estilitzades d'Hermes sovint es podien trobar a les cantonades dels carrers.
La màgia era una part central de la religió grega, i els oracles permetrien que la gent determinés la voluntat divina en el murmuri de les fulles, la forma d'una flama, el fum d'un altar, el vol dels ocells, el soroll fet per una font, o les entranyes d'un animal sacrificat. També es van establir els Misteris Eleusins, vinculats a Demèter i Persèfone. La gent estava adoctrinada en religions mistèriques a través de cerimònies d'iniciació, que tradicionalment es mantenien en secret. Aquestes religions sovint tenien un objectiu de millora personal, que també s'estendria al més enllà.
Després de les conquestes d'Alexandre el Gran, la cultura grega es va estendre àmpliament i va entrar amb un contacte molt més proper amb les civilitzacions del Pròxim Orient i Egipte. Els canvis més significatius d'impacte en la religió grega van ser la pèrdua d'independència de les ciutats estat gregues dels governants macedonis; la importació de deïtats estrangeres; i el desenvolupament de nous sistemes filosòfics. Les investigacions mes antigues sobre la religió hel·lenística tendien a descriure l'època com una etapa de declivi religiós, mostrant un increment de l'escepticisme, agnosticisme i ateisme, així com un major predilecció per la superstició, misticisme, i l'astrologia.
No obstant això, no hi ha cap raó per suposar que hi hagués un declivi en la religió tradicional. Hi ha molta evidència documental que els grecs van seguir adorant els mateixos déus amb els mateixos sacrificis, dedicacions i festivals com en el període clàssic. En aquest període van aparèixer noves religions, però sense excloure les deïtats locals, i només una minoria de grecs les va adoptar.

### Noves religions del període
La religió egípcia que seguia a Isis era la més famosa de les noves religions. La religió va ser portada a Grècia per sacerdots egipcis, inicialment per a les comunitats egípcies a les ciutats portuàries del món grec. Tot i que la religió egípcia només va trobar una petita audiència entre els grecs, la seva popularitat es va expandir per tot l'imperi Romà. Diodor de Sicília va escriure que la religió era coneguda en gairebé tot el món habitat.
Gairebé tan famós era el culte de Serapis, una deïtat grega malgrat el nom egipci, que es va crear a Egipte sota la dinastia ptolemaica. Serapis va ser promogut pels grecs que s'havien instal·lat a Egipte. Aquesta religió implicava la pràctica de ritus d'iniciació com els Misteris Eleusins. Estrabó va escriure sobre la Serapeion a Canopus prop d'Alexandria com a patrocini dels homes mes reconeguts.
La religió d'Atargatis (relacionada amb l'Ishtar babilònic, assiri i el fenici Baaltis), una deessa de la fertilitat i del mar de Síria, era també molt popular. Al segle iii aC el seu culte es va estendre de Síria a Egipte i Grècia, i finalment va arribar a Itàlia i a l'oest. La religió que seguia Cibele (o la Gran Mare) va venir de Frígia a Grècia i després a Egipte i Itàlia, on el 204 aC el Senat Romà va permetre la seva adoració. Era una deessa curativa i protectora, i guardava la fertilitat i la naturalesa salvatge.
Una altra religió mistèrica es va centrar en Dionís. Encara que rara a la Grècia Continental, era comuna a les illes i a Anatolia. Els seus membres eren coneguts com a Mènades, i els ritus teníen un caràcter orgiàstic.
Aquests religions i déus recentment introduïts, només van tenir un impacte limitat a la pròpia Grècia. Tot i que hi va haver l'excepció principal de Delos, el qual era un important centre comercial i portuari. L'illa era sagrada com a lloc de naixement d'Apollo i Artemis. Al segle ii aC, també hi havia religions gregues natives que seguien Zeus, Athena, Dionís, Hermes, Pan, i Asclepi. Però també hi hi havia centres de culte per la egipcis Serapis i Isis, i dels sirians Atargatis i Hadad. Al segle I aC hi havien altres religions que van seguir Ba'al i Astarte, una Sinagoga jueva, i romans que seguien les religions pròpies originals de déus com Apol·lo i Neptú.

### Cultes dels governants

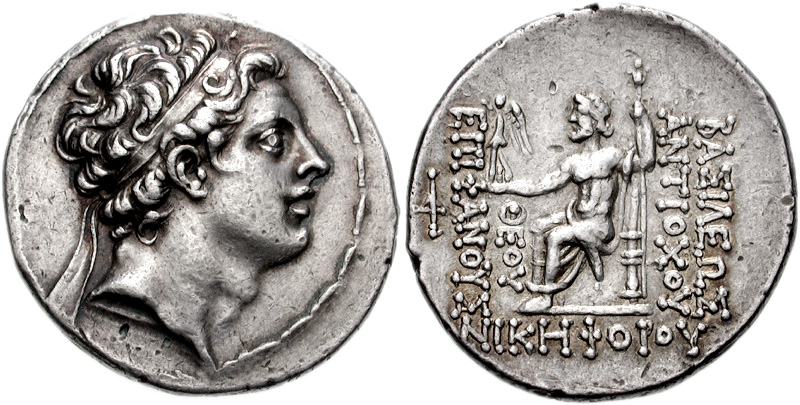
La moneda que descriu Antíoc IV, en una inscripció grega on es llegeix ΘΕΟΥ ΕΠΙΦΑΝΟΥΣ ΝΙΚΗΦΟΡΟΥ / ΒΑΣΙΛΕΩΣ ΑΝΤΙΟΧΟΥ (Rei Antiochus, imatge de Déu, portador de la victòria)

Una altra innovació en el període hel·lenístic va ser la institució dels cultes dedicats als governants dels regnes hel·lenístics. El primer d'ells va ser establert sota Alexandre el Gran. Les seves conquestes, poder i estatus l'havien elevat fins a un grau que requeria un reconeixement especial. Els seus successors van continuar el seu culte, fins al punt en què a Egipte sota Ptolemeu I Sòter, trobem Alexandre honorat com a déu. El seu fill Ptolemeu II Filadelf, va proclamar el seu pare difunt com un déu, i ell mateix es va convertir en un déu vivent.
Els governants ptolomeus van adoptar les idees egípcies anteriors en l'adoració faraònica. En altres lloc, la pràctica podia variar: un governant podria rebre estatus de divinitat sense l'estatus complet d'un déu, tal com va passar a Atenes el 307 aC, quan Antígon I el Borni i Demetrius I Poliorcetes van ser honrats com a salvadors (soteres) per alliberar la ciutat, i, en conseqüència, se'ls hi va erigir un altar; s'organitzà un festival anual en nom seu; i es va presentar un ofici del "sacerdot dels soteres". Els temples dedicats als governants eren rars, però les seves estàtues eren sovint erigides en altres temples, i els reis serien adorats com "déus que comparteixen el temple.

### Astrologia i màgia

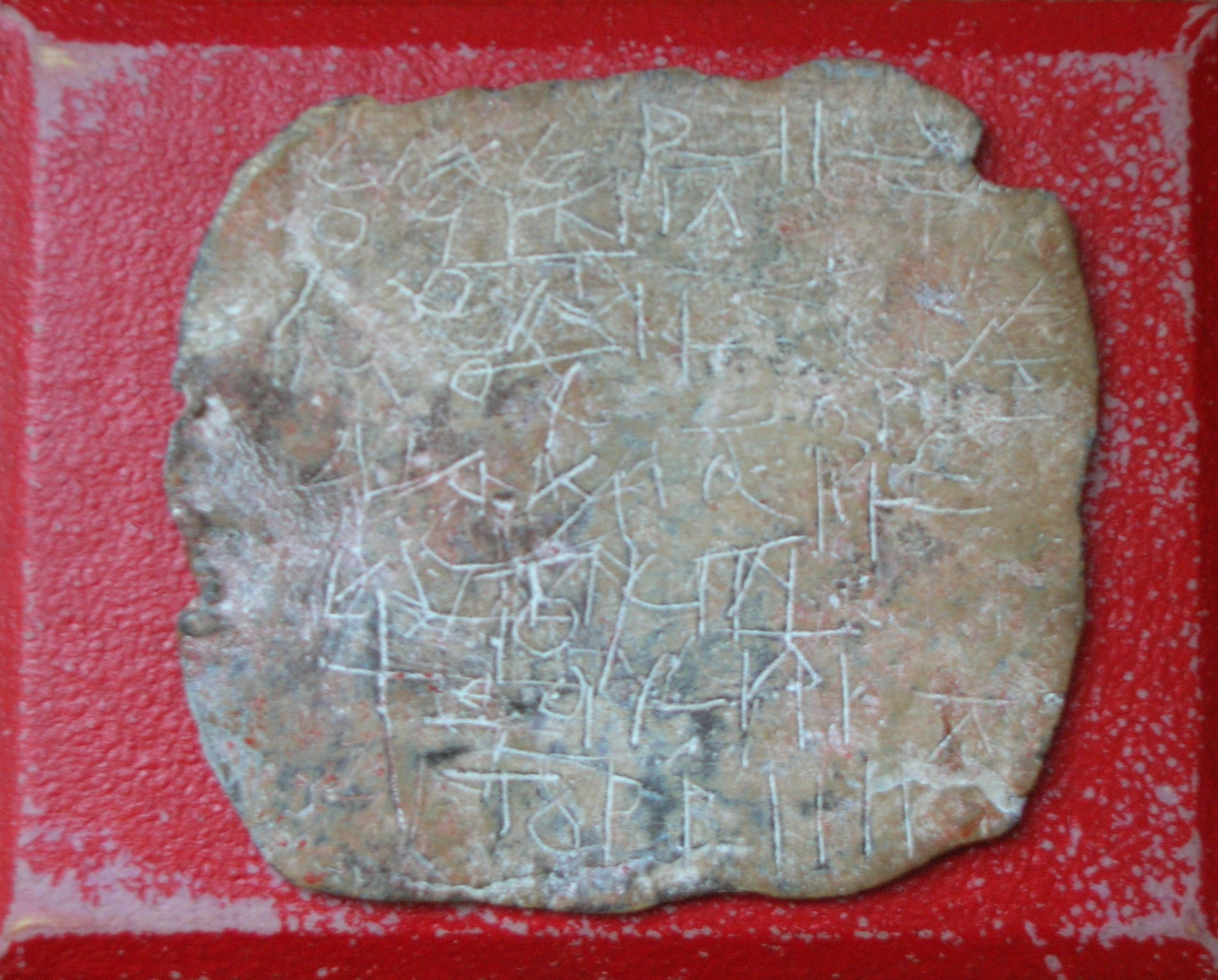
Una tauleta de maledicció.

Hi ha moltes evidències sobre l'ús de superstició i màgia en aquest període. Els cultes als oracles I els santuaris eren encara popular. Hi ha també moltes evidències per l'ús d'encants i malediccions. Els símbols es col·locaven a les portes de les cases per portar bona sort o dissimular la desgràcia per als ocupants.
Els encanteris, sovint tallats amb pedres precioses o semiprecioses, tenien poder protector. Les figuretes, fabricades en bronze, plom, o terracota, estaven foradades amb passadors o claus, i s'utilitzaven per llençar encanteris. Les tauletes de maledicció es feien de marbre o metall (especialment plom) que s'utilitzaven per aquests rituals màgics.
L'Astrologia -la creença que les estrelles i els planetes influeix en el futur d'una persona- va sorgir a Babilònia, on només es va aplicar al rei o a l'estat. Els grecs, en l'època hel·lenística, van elaborar un fantàstic sistema complex d'astrologia familiar en temps posteriors. L'interès per l'astrologia va créixer ràpidament a partir del segle I aC.

### Filosofia hel·lenística
Una alternativa a la religió tradicional va ser la que va promoure la filosofia hel·lenística. Un d'aquestes filosofies era l'Estoïcisme, que ensenyava que la vida havia de ser viscuda segons l'ordre racional que els estoics consideraven governaven l'univers. Els éssers humans havien d'acceptar el seu destí segons la voluntat divina, i els actes virtuosos s'havíen de fer pel seu propi valor intrínsec. Una altra filosofia era l'Epicureisme, que ensenyava que l'univers estava subjecte als moviments aleatoris dels àtoms, i que es vivia la vida per aconseguir el content psicològic i l'absència de dolor. Altres filosofies incloïen el pirronisme que ensenyava com aconseguir la pau interior a través de la suspensió del judici; el Cinisme, que expressava menyspreu per la convenció i les possessions materials; el Platonisme que seguia els ensenyaments de Plató, i els Peripatètics que seguien a Aristòtil. Totes aquestes filosofies, en major o menor grau, buscaven donar cabuda a la religió grega tradicional, però els filòsofs i els que estudiaven sota el seu guiatge, es van mantenir uns petits grups selectes, limitats principalment a l'elit educada..

## Judaisme hel·lenístic
El judaisme hel·lenístic era una forma de judaisme en el món antic que combinava la tradició religiosa jueva amb elements de la cultura grega. Fins a la caiguda de l'Imperi Romà i les conquestes musulmanes de la Mediterrània Oriental, els centres principals de judaisme hel·lenístic eren Alexandria (Egipte) i Antioquia (ara al sud deTurquia), el dos principals assentaments urbans grecs de l'Orient Mitjà i àrea del Nord d'Àfrica. Ambdós es van fundar a finals del segle iv aC a conseqüència de les conquestes d'Alexandre el Gran. El judaisme hel·lenístic també va existir a Jerusalem durant el Segon Període de Temple, on hi hi havia un conflicte entre Hel·lenitzadors i tradicionalistes (de vegades nomenats Judaitzants).
La principal producció literària del contacte amb el Segon judaisme de Temple i la cultura hel·lenística fou el Septuaginta: traducció de la Bíblia hebrea d'hebreu Bíblic i l'Arameu Bíblic al Koiné grec, concretament, Koiné grec jueu. També esmenten els tractats filosòfics i ètics de Filó d'Alexandria i les obres historiogràfiques dels altres autors jueus hel·lenístics.
El declivi del judaisme hel·lenístic va començar en el segle ii, i les seves causes encara no són ben conegudes. Pot ser que sigui eventualment marginada, parcialment absorbida o convertida progressivament en el nucli de parentiu de Koiné del cristianisme primerenc centrat a Antioquia i les seves tradicions, com l'església catòlica melkita i l'església ortodoxa grega d'Antioquia. El declivi del judaisme hel·lenístic va començar en el segle ii, i les seves causes encara no són ben conegudes. Pot ser que fos eventualment marginat, parcialment absorbit a o convertit progressivament al nucli del Koiné del cristianisme primerenc centrat a Antioquia, i les seves tradicions, com l'Església Catòlica Melquita, i l'Església ortodoxa grega originada a partir dels primers centres de la cristiandat.